# Karabin AR-10
AR-10 – amerykański karabin automatyczny, zaprojektowany w latach 50. XX wieku przez Eugene Stonera, pracującego dla Armalite, należącego wówczas do przedsiębiorstwa Fairchild Aircraft Corporation. Karabin opracowany został z myślą o zastąpieniu przestarzałych karabinów samopowtarzalnych M1 Garand. Na AR-10 oparte zostały późniejsze konstrukcje AR-15 i M16.

## Historia
Pierwszy prototyp broni wyprodukowano w 1955 roku, zbyt późno, by wziął udział w testach, mających wyłonić nowy karabin dla Sił Zbrojnych Stanów Zjednoczonych. Na uzbrojenie przyjęty został bardziej konwencjonalny karabin M14, którego produkcja rozpoczęła się w 1957 roku. W tym samym roku, ArmaLite sprzedała licencję na produkcję AR-10 holenderskiemu przedsiębiorstwu Artillerie-Inrichtingen z Hembrug.
Karabiny AR-10 zostały zakupione przez siły zbrojne Birmy, Gwatemali, Kuby, Portugalii, Sudanu i Włoch. Łącznie wyprodukowano około 10 000 egzemplarzy broni.
W latach 90 XX w. ArmaLite rozpoczęła produkcję karabinu AR-10B, przeznaczonego na rynek cywilny i będącego zmodyfikowaną wersją oryginalnej konstrukcji.

## Opis techniczny

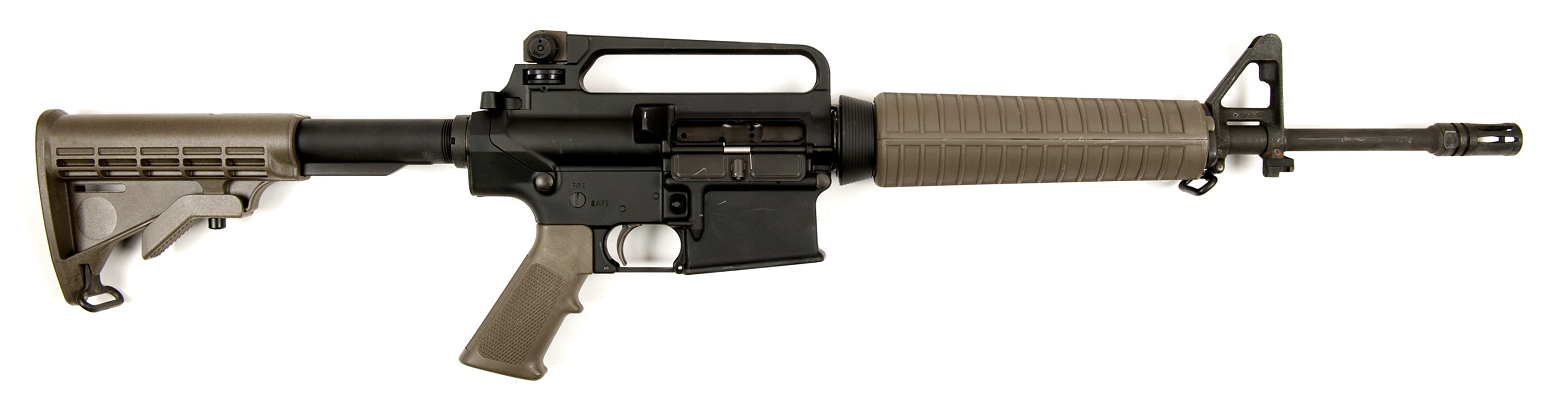
Armalite AR-10 (współczesna wersja cywilna)

Karabin działa na zasadzie odprowadzania gazów prochowych przez boczny otwór w lufie i cienką długą rurkę. Posiada mechanizm spustowo-uderzeniowy kurkowy z przełącznikiem rodzaju ognia połączonym z bezpiecznikiem. Zasilany amunicją z magazynka pudełkowego o pojemności 20 nabojów. Podstawę celownika przeziernikowego przerzutowego o nastawach 0–300 i 300–500 m. zainstalowano w uchwycie transportowym. Karabin AR-10 produkcji holenderskiej wyposażono w tłumik służący również jako nasadka do miotania granatów karabinowych. Dźwignię napinającą zamek w kształcie języka spustowego umieszczono w górnej części komory zamkowej. Stała kolba, chwyt typu pistoletowego i osłona lufy są wykonane z tworzywa.